# Saint-Romain-en-Gier
Saint-Romain-en-Gier é uma comuna francesa na região administrativa de Auvérnia-Ródano-Alpes, no departamento de Ródano. Estende-se por uma área de 4,05 km². Em 2010 a comuna tinha 590 habitantes (densidade: 145,7 hab./km²).